# Municipio de Mound (Dakota del Norte)
El municipio de Mound (en inglés: Mound Township) es un municipio ubicado en el condado de Slope en el estado estadounidense de Dakota del Norte. En el año 2010 tenía una población de 7 habitantes y una densidad poblacional de 0,08 personas por km².

## Geografía
El municipio de Mound se encuentra ubicado en las coordenadas 46°24′55″N 103°44′5″O / 46.41528, -103.73472. Según la Oficina del Censo de los Estados Unidos, el municipio tiene una superficie total de 92.87 km², de la cual 92,71 km² corresponden a tierra firme y (0,18 %) 0,17 km² es agua.

## Demografía
Según el censo de 2010, había 7 personas residiendo en el municipio de Mound. La densidad de población era de 0,08 hab./km². De los 7 habitantes, el municipio de Mound estaba compuesto por el 100 % blancos. Del total de la población el 0 % eran hispanos o latinos de cualquier raza.